# کویت تایمز
کویت تایمز (انگلیسی: Kuwait Times) یک روزنامه انگلیسی زبان در کویت است که مرکز آن در استان عاصمه قرار دارد و هر روزه چاپ و منتشر می‌شود. این روزنامه در سال ۱۹۶۱ توسط یوسف صالح العیان تأسیس شد و اولین روزنامه انگلیسی زبان در منطقه خلیج فارس است.